# Обхраи, Дипак
Ди́пак Обхра́и (англ. Deepak Obhrai, 5 июля 1950, Олдеани (Танзания) — 2 августа 2019) — канадский политик, представлявший избирательный округ Восток Калгари и Консервативную партию Канады. В последнее время являлся парламентским секретарём министра иностранных дел.
Впервые был избран в 1997, будучи членом Реформистской партии Канады, и переизбран в 2000, когда Реформистская партия стала Канадским союзом. С 2004, 2006, 2008 и 2011 избирался в составе Консервативной партии Канады. Он был также одним из четырёх депутатов Союза, которые согласились заседать вместе с прогрессивно-консервативной фракцией после создания 9 декабря 2003 объединённой Консервативной партии, так как парламентские фракции прогрессистов-консерваторов и Канадского союза были официально объединены лишь спустя несколько недель.
Как член оппозиции он занимал должность критика оппозиции по вопросам международного сотрудничества, многокультурности, международной торговли и Канадского агентства международного развития.

## Спорные моменты
В ходе Канадских федеральных выборов 2011 Обхраи стал объектом национальной и местной критики, из-за того что отказался участвовать в местных всекандидатских дебатах в своём избирательном округе, заявив, что он «не желает дискутировать с либералом из Торонто», намекая на то, что на Востоке Калгари либералы выставили кандидата Йосипу Петрунича, который на самом деле родился и вырос в Калгари. Скандал был обострён тем, что сам Обхраи, с тех пор как стал кандидатом от Реформистской партии в 1997, не жил в своём избирательном округе, так как его основное место жительства в настоящее время находится в федеральном избирательном округе Северо-восток Калгари.
Обхраи приобрёл дурную известность в консервативной фракции за свою эксцентричность. Победив на выборах 2011 года, он заявил, что из числа депутатов южно-азиатского или африканского происхождения после поражения Гурбаха Сингха Малхи в округе Брамали — Гор — Молтон он сохраняет своё депутатское кресло наиболее долгий срок. В связи с этим он сочинил странное письмо в Калгари геральд, в котором хвастался тем, что является «самым опытным южноазиатским и африканским членом Палаты общин», хотя и не занимал никаких постов в Индии или Африке. Обхраи заявил: «На моей родине, в Танзании, мне бы дали сейчас почётный титул мзи. В Южной Азии я бы получил титул прадхан. Это значит, что сейчас я достиг уровня уважаемого старейшины». В конце письма Обхраи радостно восклицает, что несмотря на его статус старейшины, он «по-прежнему молодо выглядит».

## Результаты выборов
|  | Выборы                              | Число голосов | % голосов | ± п. п. |
|  | ----------------------------------- | ------------- | --------- | ------- |
|  | Канадские федеральные выборы (2011) | 23 372        | 67,43 %   | +0,96   |
|  | Канадские федеральные выборы (2008) | 21 311        | 66,47 %   | −0,63   |
|  | Канадские федеральные выборы (2006) | 26 766        | 67,1 %    | +5,99   |
|  | Канадские федеральные выборы (2004) | 21 897        | 61,11 %   | −9,61   |
|  | Канадские федеральные выборы (2000) | 18 141        | 54,25 %   | +9,27   |
|  | Канадские федеральные выборы (1997) | 13 348        | 44,98 %   |         |